# Caserne Rami
La caserne Rami (en turc : Rami Kışlası) était une caserne ottomane puis turque située dans le quartier d'Eyüp dans la partie européenne d'Istanbul, en Turquie. Elle est construite dans les années 1770 à l'époque de l'Empire ottoman. Actuellement, les bâtiments sont en cours de restauration pour être utilisés comme bibliothèque. 

## Histoire

### Ère ottomane
La caserne est construite sous le règne du sultan ottoman Mustafa III entre 1757 et 1774. Elle est plus tard rénovée et étendue par Mahmud II (règne 1808–1839) en 1828 et 1829,,. Elle est située dans le quartier Rami du district d'Eyüp, alors à la périphérie d'Istanbul, la capitale de l'Empire ottoman. Historiquement, le site est connu sous le nom de caserne d'artillerie (en turc : Topçu Kışlası) à Rami (en télougou : Rami Çiftliği). La caserne est une importante installation militaire construite pour les soldats du Nizam-ı-Djedid (littéralement Nouvel Ordre) nouvellement établi dans le cadre des réformes militaires ottomanes. Plus tard, elle devient le quartier général militaire du sultan Abdulmejid Ier (règne 1839–1861) pendant la guerre de Crimée (1853–1856). Les casernes prennent leur forme définitive sous le règne du sultan Abdul Hamid II (règne 1876–1909),. Pendant l'occupation d'Istanbul (1918-1923) par les Alliés, à la suite de la Première Guerre mondiale, la caserne sert de quartier aux détachements algériens des forces françaises. 

### Ère républicaine
Après 1923, à l'époque républicaine, les casernes sont utilisées par l'armée turque jusqu'aux années 1960,. Après que l'armée turque ait évacué le bâtiment dans les années 1960, il est resté pendant un certain temps inoccupé. Le conseil municipal d'Eyüp a attribué l'installation aux grossistes en aliments secs. Le 14 octobre 1972, le Ministère de la culture et du tourisme a classé la caserne comme bien culturel. L'établissement a été remis par l'armée turque à la municipalité métropolitaine d'Istanbul pour être utilisé comme zone de loisirs. En 1986, l'établissement a été temporairement attribué aux grossistes en produits alimentaires par le maire d'Istanbul Bedrettin Dalan. Les magasins d'alimentation situés sur les rives de la Corne d'Or à Unkapanı et Eminönü, à l'origine d'embouteillages, de pollution et de bruit, ont été transférés à la caserne Rami. Depuis, le bâtiment est en partie utilisé par les grossistes en alimentation comme halle de marché. Il y a environ 1 500 magasins d'alimentation à l'intérieur du bâtiment de la caserne. 

## Architecture
Le bâtiment occupe une superficie de 75 000 m2, dont 33 000 m2 sont couverts. La surface utile totale du site est de 220 000 m2,,.
La caserne est construite autour d'une cour de forme rectangulaire mesurant 200 mètres sur 200 mètres, et comprend huit ailes et cinq blocs. Elle est construite en maçonnerie de pierre et a été rénové à plusieurs reprises.

## Réaménagement
La Direction des Monuments de la ville décide en 2010 de rénover le bâtiment partiellement démoli et modifié de manière non authentique. Un appel d'offres à cet effet est lancé le 4 août 2014. Actuellement, le bâtiment subit une restauration complète pour se conformer à sa structure historique et culturelle d'origine,. Lorsque le projet de réaménagement sera terminé, il abritera la plus grande bibliothèque du pays. Il est prévu que la bibliothèque commencera avec environ 7 millions de livres, de documents imprimés et numériques,,. La bibliothèque comprendra des sections pour enfants et collectionneurs, ainsi que des salles de lecture. De plus, le bâtiment sera un centre d'activités culturelles, sociales et artistiques,. Il comprendra également un musée de la ville. Enfin, il accueillera environ 120 entreprises commerciales, telles que des librairies, des boutiques de souvenirs, banques, des cafés, des restaurants, des cinémas, etc,. Un parking pouvant accueillir 1 200 véhicules est prévu. Le coût du projet de réaménagement s'élève à 200 millions de livres turques,,. L'ouverture de la bibliothèque est prévue pour 2020.

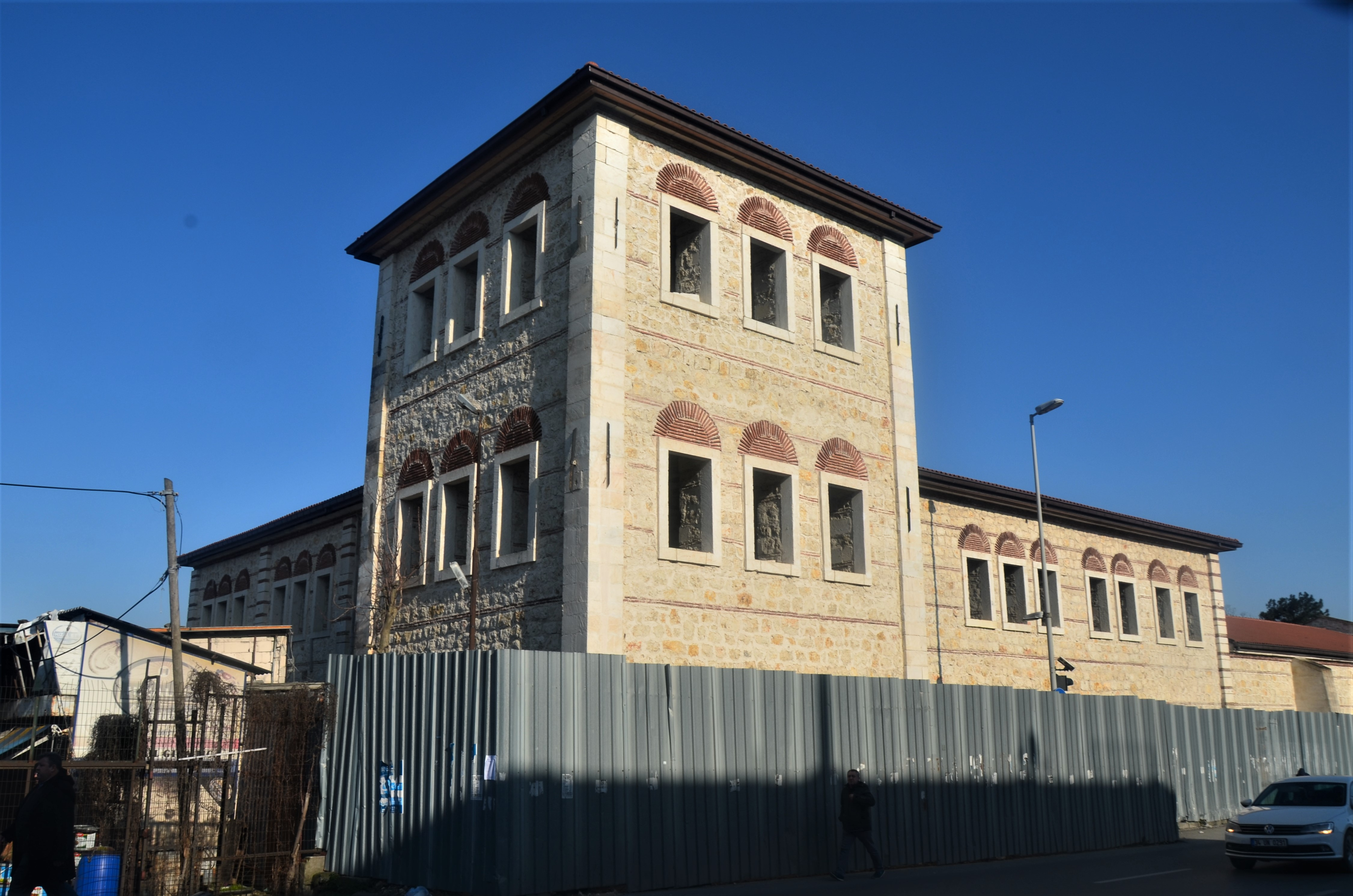
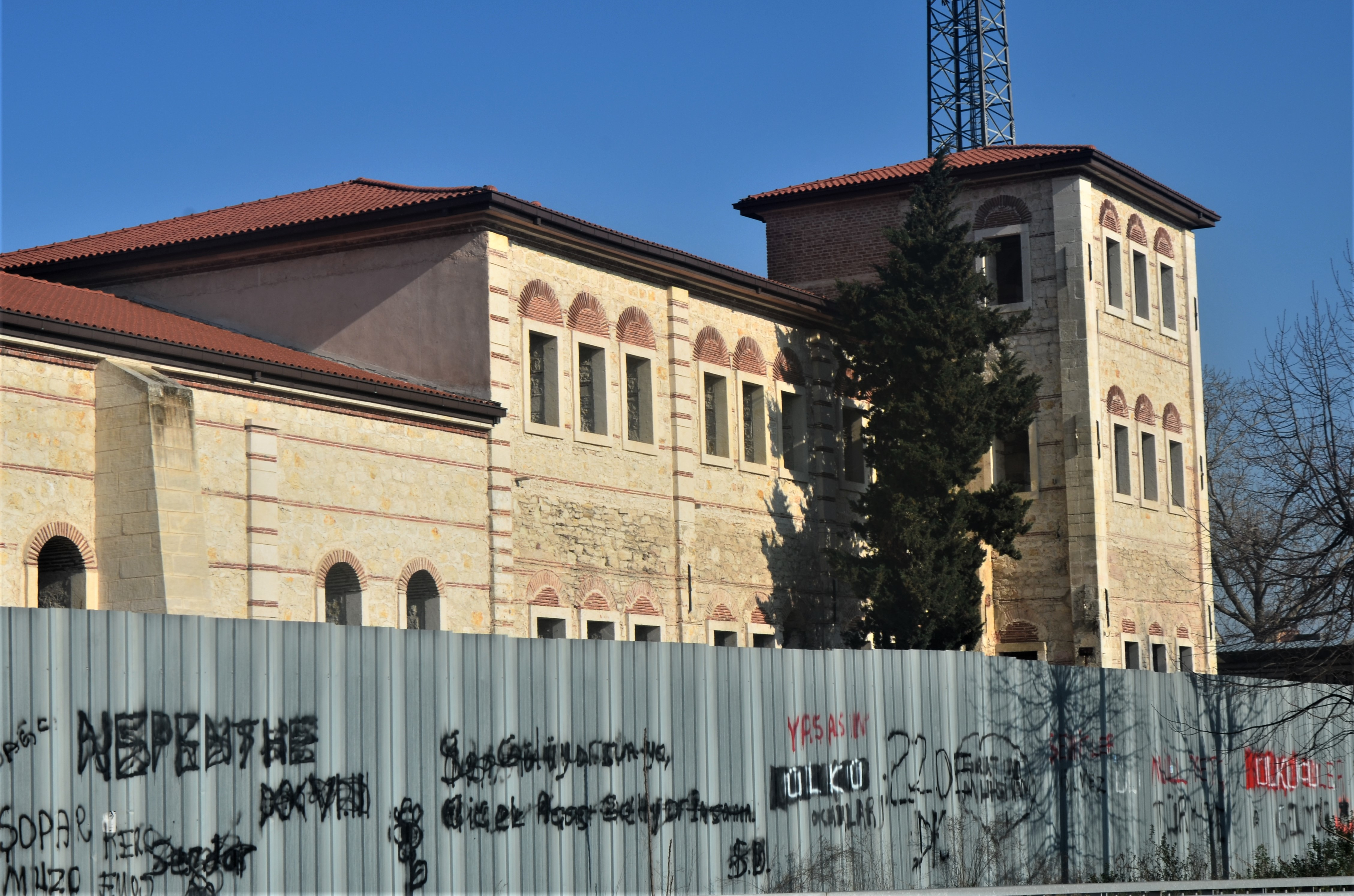